# Wendell & Vinnie
Wendell & Vinnie é  uma sitcom americana criada por Jay Kogen protagonizada por Jerry Trainor e Buddy Handleson, exibida entre 16 de fevereiro de 2013 e 22 de setembro de 2013, em 20 episódios pela Nickelodeon. Sua estréia ocorreu dentro do bloco Nick@Nite, extinto no Brasil em 6 de janeiro de 2015. A primeira promo oficial da série foi lançada em 21 de dezembro de 2012. A série foi cancelada pela Nickelodeon em 16 de agosto de 2013.
Foi exibida na Nickelodeon Brasil entre 9 de dezembro de 2013 a 10 de julho de 2014.
Foi exibida no Nickelodeon Portugal em 6 de janeiro de 2014,não teve o fim exibido.
No Brasil, a série estava sendo exibida no Nick@Nite, até o bloco ser extinto em 6 de janeiro de 2015. 
Foi exibida pela Band entre 3 de janeiro a 11 de outubro de 2015, inicialmente as 14h15, depois transferida para às 6h manhã, sendo substituída por Dragon Ball Kai.

## Sinopse
Vinnie é um cara que não trabalha e não tem expectativa de vida e mora em Los Angeles, depois que os pais de seu sobrinho, de repente morrem, Vinnie se depara em um mundo novo pra ele, como o guardião legal de seu sobrinho inteligente, Wendell. Com uma pequena ajuda da irmã de Vinnie, Wilma, e sua vizinha, Taryn, Vinnie aprende a cuidar do garoto. E Wendell tenta então, tornar o tio um homem mais maduro e responsável.

## Elenco e personagens
Elenco principal
- Jerry Trainor Interpreta o tio imaturo e irresponsável de Wendell, Vinnie.
- Buddy Handleson Interpreta o sobrinho esperto e sofisticado de Vinnie, Wendell.
- Nicole Sullivan Interpreta a irmã de Vinnie, Wilma Bassett.
- Haley Strode Interpreta a amiga de Vinnie e Wilma, Taryn.
- Angelique Terrazas Interpreta a melhor amiga de Wendell, Lacy, que se conhecerem na detenção da escola.